# Juan Brèthes
Juan Brèthes (también conocido como Hermano Judulien Marie o Juan Brethes), (24 de febrero de 1871 – Saint Sever (Francia), 2 de julio de 1928 – Buenos Aries) fue un científico autodidacta, naturalista, entomólogo, ornitólogo, zoólogo y geólogo. Primer entomólogo del Museo Nacional, hoy conocido como Museo Argentino de Ciencias Naturales. Cercano colaborador de Florentino Ameghino, tradujo al francés varias de sus obras. Gracias a su intensa actividad sistematizó una gran cantidad de especies de la entomología latinoamericana. Precursor en la lucha contra las plagas agrícolas en tiempo en que no se habían desarrollado los insecticidas para combatirlas.

## Su arribo a Buenos Aires[1]
Juan Brèthes nació el 24 de febrero de 1871 en Saint Sever sur l'Adour (Landes) al suroeste de Francia. Tercer hijo de una humilde familia, sus padres fueron Jean Brèthes y Claire Tauzin. 
En un entorno semirrural, su padre se desempeñaba como cortador de tablas, y desde su niñez se familiarizó con los insectos que originaban las agallas de la madera. 
A temprana edad se unió a la Congregación de los Hermanos de las Escuelas Cristianas, también conocidos como Hermanos de La Salle. Con ellos aprendió latín, dibujo y muchas disciplinas que le ayudarían en su futuras actividades.
En 1890, con sólo diecinueve años, llegó a Buenos Aires como integrante de un contingente de Hermanos que tenían la misión de prestar servicios como profesor y educador en distintos ambientes. 
Entre 1892 y 1899 se desempeñó como profesor de las clases preparatorias para ingresar en el bachillerato del Colegio del Salvador.
A principios del siglo XX se incorporó al cuerpo docente del recientemente terminado Colegio Lasalle. 
Una de sus primeras actividades fue crear el Museo de Ciencias Naturales del Colegio. Con aportes propios y de los alumnos reunió importantes piezas logrando valorizar a la colección y sentando las  bases para la concreción de un gran museo que subsiste hasta el día de hoy. Lo dirigió hasta 1907, siendo su sucesor el Hermano Esteban Fournier.

## Sus primeros pasos[2]
A partir de 1897 el joven Hermano Judulien se dirigía todos los jueves al Museo Nacional de Ciencias Naturales solicitando ayuda para clasificar los insectos que llevaba guardados en una caja con forma de libro.
En esos años realizó al Museo Nacional donaciones de insectos y arácnidos que recogía en sus investigaciones. 
Los aportes de Brèthes pueden apreciarse en las “Notas Fitoteratológicas” , que publicó Ángel Gallardo en 1899.

## La alfombra mágica deJean H. Fabre[3]
Fabre se destacó como naturalista, humanista y entomólogo. Amigo personal de Charles Darwin, a pesar de sus convicciones opuestas a la teoría de la evolución. A fines del siglo XIX, Fabre entró en contacto con Brèthes y le solicitó su ayuda para estudiar a los coleópteros sudamericanos. El Hermano Judulien trabajó con gran energía, enviando al sabio francés abundante material que despertó su entusiasmo.
En su más reconocida obra, "Souvenirs Entomologiques", Fabre brindó un sentido reconocimiento a su colaborador en Buenos Aires: 
“…Entonces mi anhelo de viajar regresa, más intenso que nunca, si uno pudiera encontrar un asiento en la alfombra de la que leemos en Las Mil y Una Noches, la famosa alfombra sobre la que uno debe sentarse para que lo lleven donde le plazca. ¡Oh maravilloso transporte!
¡Si solo pudiera encontrar un pequeño lugar en ella y con boleto de regreso!
Lo encuentro. Le debo esta buena fortuna inesperada a un Hermano de las Escuelas Cristianas, el Hermano Judulien, del Colegio La Salle Buenos Aires. Su modestia se ofendería por las alabanzas que le debe su deudor. Digamos simplemente que, siguiendo mis instrucciones, sus ojos toman el lugar de los míos. Él busca, encuentra, observa, me envía sus notas y sus descubrimientos. Yo observo, busco y encuentro con él, por correspondencia.
Lo consigo; gracias a este colaborador de primer nivel, tengo mi asiento en la alfombra mágica. He aquí yo en las pampas de la República Argentina, con ganas de establecer un paralelo entre el trabajo de los escarabajos peloteros de Serignan  (donde realizaba sus estudios Fabre) y la de sus rivales en el hemisferio oeste…”

## Colaborador deFlorentino Ameghino[4]
En 1902 Florentino Ameghino accedió, luego de larga espera, a la dirección del Museo Nacional de Ciencias.
En reconocimiento al tenaz trabajo que desarrollaba Brèthes, le ofreció encargarse de la sección entomológica, constituyéndose de esta forma en el primer entomólogo específico del museo (anteriormente la tarea estaba a cargo del mismo Carlos Berg, director de la institución) 
Ameghino informaba “…en lo que concierne a los insectos, hace pocos días que el encargado de la sección entomológica, señor Brèthes, ha tomado posesión de su empleo. Ahora está tomando conocimiento de la colección, que se encuentra en un estado que Vd. no podría figurárselo…”
Se desempeñó en esta tarea durante 26 años, hasta el momento de su muerte. 
Durante la dirección de Ameghino la actividad en el Museo tomó un ritmo casi febril con gran cantidad de publicaciones e importantes trabajos. Brèthes se sumó con gran entusiasmo a la tarea. Con los años, recordando aquellos tiempos escribiría: "...Ameghino dio a conocer sus “Recherches de Morphologie Phylogénétique sur les molaires supérieures des Ongulés”, trabajo que ocupa todo el tomo referido. ¡Fue una obra que vio la luz en diez meses!  Mientras se imprimían los primeros cuadernos (tenía a mi cargo los dibujos que ilustraban la obra), se seguía el manuscrito y se acompañaban las correcciones: así con un trabajo paralelo y múltiple, Ameghino llevaba su tarea fecunda e incansable….”
También estaba a cargo de realizar los preparados microscópicos y de traducir al francés los trabajos, entre ellos una obra de capital importancia: "Mi Credo". 
Los lazos con Ameghino se hicieron muy estrechos. “…Los diez años que he vivido en contacto diario con Florentino Ameghino, desde 1902 hasta 1911 en que murió, me permitieron aquilatar el fondo íntimo de ese gran hombre. Y para expresar mi pensamiento en una sola palabra, diré que fue un hombre superior…”

## Familia[5]
Hacia 1902 había dejado definitivamente los hábitos y sus actividades científicas avanzaban a paso firme. Su decisión no significó de ningún modo una ruptura o alejamiento, la Orden en la que profesaba no implicaba el voto eclesiástico, y Brèthes mantuvo inalterados los principios y valores que lo habían llevado a ejercer el ministerio. Por lo tanto siguió ejerciendo como profesor de Ciencias Naturales en el colegio del Salvador junto a sus antiguos Hermanos. 
Sin embargo fue difícil para el joven científico dar tan importante paso, cuenta el Dr. José Liebermann “…El principio fue duro para Bréthes; se recibió de traductor público, y hubo de dar lecciones y dedicarse a diversas actividades…”
Hacia 1902 conoció a la que luego sería su esposa, Leontina Rossi Belgrano, excelente dibujante y pintora. El casamiento se produjo en la Parroquia de Monserrat, el 7 de septiembre de 1903. La familia de Leontina se constituyó en un importante soporte para Brèthes que no tenía parientes en la Argentina. En 1904 nació su primer hijo: Juancito Julio Brèthes. 

## Luchando contra las plagas[6]
A principios del siglo XX las mangas de langostas hacían estragos en los cultivos. Se decidió buscar distintas estrategias para combatirlas. Ángel Gallardo propuso traer al país al especialista canadiense Felix D'Herelle, para que dirigiera la Sección Bacteriológica del Instituto Entomológico y desarrollar un cocobacilo parásito de la langosta, sin embargo no se obtuvieron los resultados deseados.
Brèthes intentó darle al problema un enfoque distinto planteando la lucha a través de los enemigos naturales de las plagas. Hacia 1906 recibió del Dr. Caride Massini algunas moscas que, luego de detallados estudios, bautizó con el nombre de Sarcophaga caridei (Sarcophagaidae), Pudo determinar que era un elemento adecuado para combatir a la Schistocerca paranaensis. Era un paso muy prometedor, las sarcophagas son ovovivíparas, interceptan a las langostas en el aire y larvipositan sobre ellas, derribándolos por el impacto. Rápidamente las larvas penetran rápidamente por las membranas intersegmentales y se alimentan de los fluidos y tejidos del cuerpo.
Para utilizarlas en el control de las mangas se diseñaron y construyeron jaulas provistas de un doble fondo para recolectar las larvas y se llevarían a estaciones distribuidas por todo el país.
Sin embargo surgían distintos tipos de problemas que retrasaban la concreción. En 1933 se continuaba analizando si era posible preservar las larvas hasta llegar al destino. Finalmente los insecticidas acallaron toda polémica.

## Instituto Biológico de la Sociedad Rural[8]
En 1917, Joaquín S. de Anchorena fundó el Instituto Biológico de la Sociedad Rural Argentina.
Concebido como un emprendimiento dedicado a la investigación y al asesoramiento de los productores en cuestiones de sanidad agrícola-ganadera. Era una importante oportunidad para poder llevar a la práctica las ideas sobre la lucha biológica que tanto le interesaba.
Hoy, a más de cien años de su propuesta, la agricultura biológica se abre camino como una respuesta racional frente al abuso en la utilización de agrotóxicos. 
Entre otras obras referidas a estas cuestiones, escribió acerca de: 
·       La vaquita de la acacia: Chapelus medios
·       El bicho de cesto (Oeceticus Kyrbi, var. platensis Berg): campaña 1920-1921; dos nuevos parásitos
·       Descripción de un gorgojo que ataca la zanahoria: Aulametopiellus dauci
·       El gusano de los naranjos, su enemigo natural: Pteromalus caridei Brèthes
·       Los insectos dañinos a la horticultura: El Torito
·       Un enemigo de las frutas: la Ceratitis capitata.
·       El piojo del pino: Leucaspis pini.
·       Consideraciones  sobre el parasitismo del Bicho de Cesto.
·       El Bicho Moro: Epicauta adspersa.
·       El pequeño escarabajo negro: Dyscinetus gagates.
·       El pulgón del manzano o pulgón lanígero.
·       La polilla del Repollo.
Por su empeño y perseverancia se señala en el Diccionario Biográfico del Campo Argentino: “…prestó valiosos servicios al Instituto Biológico de la Sociedad Rural Argentina. Realizó los estudios más avanzados que se conocen en nuestro país para combatir las plagas de los árboles, especialmente la del bicho canasto en los diversos órdenes de la producción agrícola…”

## Conflictos[10]
El descubrimiento de la Sarcophaga caridei fue origen de grandes polémicas y rivalidades. Fernando Lahille señaló, erróneamente, que se trataba de la Sarcophaga acridiorum. Posición presentada a través de ácidos escritos. A su defensa concurrieron importantes personalidades como Ángel Gallardo y Eduardo Holmberg. Recordemos que Brèthes era un hombre de Ameghino y que tanto Gallardo (discípulo de Berg) como Holmberg estaban ligados a la antigua dirección. 
Brèthes se encontraba prácticamente sólo y Gallardo (director del museo luego de la muerte de Ameghino) no quería a un extranjero ocupando un puesto tan expectante en la institución. Para presionarlo le indicó que no podía desempeñarse simultáneamente en el museo y en la Sociedad Rural (llegando a proponer el puesto a sus conocidos). A pesar de la menor remuneración que ofrecía el museo, Bréthes renunció al puesto de la Rural. 
Holmberg y Carlos Lizer y Trelles (colaborador de Lahille) intensificaron sus ataques a través de las publicaciones de Physis. Al mismo tiempo impedían a Brèthes ejercer su defensa a través de un artículo que envió a la redacción y que no fue publicado. Por lo tanto se vio obligado a publicar a su costa un trabajo en respuesta a los agravios titulado "Por dos Bichos". En el mismo señalaba: “…en esos artículos se vislumbraba, sin usar lente ni microscopio, algo así como que se pasa de las correcciones científicas a cuestioncitas personales...”
La polémica consumió los últimos años de Brèthes que intentó presentar una respuesta a la cuestión a través de su obra: "A Propósito de Masarygus Brethes y de Sarcophaga caridei Brethes". Sin embargo la grave enfermedad que lo aquejaba lo obligó a interrumpir la conferencia que estaba dictando y en la que demostraba la exactitud de su clasificación (había recibido confirmación desde Estados Unidos por parte del Dr. Jeffrey Aldrich señalando que la Sarcophaga caridei era una buena especie). La obra fue publicada post mortem por la Sociedad Entomológica Argentina en 1928. 
Lahille mantuvo abierta la polémica y algunos años después publicó "Dos Moscas"  en la que atacaba nuevamente a Brèthes y a Caride Massini. 

## Transmitiendo sus valores[11]
La palabra de Brèthes caló hondamente en sus parientes y amigos. Seguramente llevaba un mensaje de profunda religiosidad, fruto de su paso por los Hermanos de las Escuelas Cristianas. 
Su influencia en la familia fue muy significativa. Fue gracias a su intervención que su sobrino, Tomás Travi, decidió tomar los hábitos y desarrollar su brillante carrera sacerdotal en la que llegó a Provincial de la Compañía de Jesús.
También su joven cuñado, Carlos Rossi Belgrano, trabajó junto a él en el Instituto Entomológico y este fue el paso inicial para que comenzara su carrera en la medicina. 

## Expediciones científicas
A través de su constante dedicación Brèthes consiguió convertir al Museo Nacional en un centro internacional de primer nivel, al que enviaban sus colecciones desde todo el continente (y aún de Europa) para que fueran sistematizadas.

###### Envíos desde Brasil.
En 1918 el Dr. Antonio Ronna envió un lote de ejemplares que había encontrado en las proximidades de San Pablo. En su honor Brèthes bautizó a uno de las nuevas especies como Heteroscapus ronnai.

##### Campañas en el Perú
En el mismo año se realizó en Perú la primera expedición científica universitaria, organizada por el sabio Carlos Rospigliosi Vigil y en 1920 una segunda expedición con el auxilio sueco y la participación de Otto Nordenskjöld. Todo el material recogido fue enviado a Buenos Aires para su clasificación taxonómica. Como agradecimiento Brèthes llamó Tanava rospigliosi a uno de los tipos encontrados.

##### Lazos con Chile
Desde los primeros años del siglo XX Brèthes había establecido una fuerte amistad con Carlos Porter, clasificando las nuevas especies que le enviara desde el río Blanco (en la ladera oeste del Aconcagua). Con los años Bréthes hizo más de cincuenta publicaciones en la Revista Chilena de Historia Natural que fundara y dirigiera Porte. 

##### Ejemplares del Paraguay
En 1910 arribó al país el sabio Moisés Bertoni y tuvo ocasión de reunirse con Brèthes. La relación continuó por muchos años y, luego de la muerte del estudioso suizo, a través de su hijo Arnoldo de Winkelried Bertoni. En repetidas ocasiones fue enviado material entomológico para su clasificación y se realizaron mutuos homenajes. Así Bertoni llamó Minixi brethesi a una especie por él hallada y Bréthes correspondió con la Nortonia bertonii

##### Expedición Australiana
A fines de 1920 arribó a la Argentina una misión australiana con el objetivo de encontrar enemigos naturales de las cactáceas que eran plaga de la agricultura en Nuevas Gales del Sur. Luego de contactarse con Brèthes recorrieron La Rioja, Catamarca, Mendoza y Córdoba. Entregando el material recolectado a las autoridades del Museo Nacional para su clasificación y estudio. 

##### El Hermano Apollinaire Marie de Colombia
En Bogotá cumplía una tarea similar a la de Brèthes el hermano Apollinaire Marie (Nicolás Séiller) de las escuelas La Salle. Era por lo tanto un antiguo compañero del entomólogo franco-argentino. Ambos científicos se pusieron en contacto hacia 1926. En la revista Razón y Fe se anunciaba: “…Varios himenópteros de Colombia enviados por el H. Apolinar María, de Bogotá, al señor Brèthes, de Buenos Aires, han dado ocasión a éste para describir varias especies de las familias Bracónidos, Icneumónidos, Ápidos, Véspidos, y un nuevo género de estos últimos..."

##### ElBritish Museum
En 1924 la Sociedad Científica Argentina anunciaba: “…Tenemos la satisfacción de dar a conocer a nuestros lectores que el Museo de Londres (British Museum) acaba de dar a uno de nuestros hombres de ciencia y miembro de nuestra Sociedad Científica Argentina una muestra de confianza poco común por su valer moral y científico. Sábese que ese Museo tiene una resonancia mundial por sus colecciones valiosísimas, a las que cuida con un celo admirable, por sus publicaciones, fruto de una acrisolada escrupulosidad, por sus viajeros naturalistas que recorren silenciosos todo el mundo, por el poco número de naturalistas — pero elegidos — a quienes se permite estudiar sus colecciones, etc. El hecho de que el Museo británico proponga a un naturalista de contribuir al estudio de sus colecciones, dando él el primer paso, es honroso y digno de llamar la atención; más aún tratándose de enviar esas colecciones a regiones lejanas con las contingencias inherentes a los viajes largos. Estas y otras consideraciones sumamente favorables para nuestro ambiente científico y para nuestro país nos ha sugerido la carta siguiente que el Museo británico ha dirigido al director de la sección entomológica del Museo nacional de Historia natural, doctor Juan Brèthes, a raíz de la publicación de su último trabajo en estos Anales…”
En efecto se trataba de la colección de coccinélidos recolectados por Charles Darwin en su expedición a bordo del Beagle. Los resultados obtenidos fueron tan importantes para las autoridades del museo londinense que se realizaron cinco envíos más para el estudio de Juan Brèthes. 

##### Instituto Entomológico de Berlín
El sabio Walther Hermann Richard Horn, director del Instituto Entomológico de Berlín, solicitó la colaboración de Brèthes para la clasificación de los himenópteros sudamericanos que formaban parte de la colección de su Instituto. Como fruto de este trabajo resultaron dos artículos publicados en 1927 en la Revista Entomologische Mitteilungen. Llevaban por nombre “Hyménoptères Sud-Américains du Deutsches Entomologisches Institut”

## Reconocimientos en géneros[12]
Varios géneros fueron nombrados en honor a Juan Brèthes, entre ellos podemos mencionar:
- Brethesia por Schrottky, 1909 (Himenóptera)

- Brethesiella por Porter/Timberlake, 1919 (Himenóptera)

- Brethynnus por Genise 1991, (Himenóptera)

- Brethesiamyia por Maia 2010, (Díptera)

## Reconocimientos en especies
Son muchísimas las especies dedicadas al gran estudioso. Presentamos un listado parcial de éstas. 
•         Aceria brethesi  (Lizer, 1917)
•         Aenasius brethesi  De Santis, 1964
•         Aleiodes brethesi  (Shenefelt, 1975)
•         Alloscirtetica brethesi   (Jörgensen, 1912)
•         Apanteles brethesi  Porter, 1917
•         Augochloropsis brethesi  (Vachal, 1903)
•         Balcarcia brethesi  Blanchard, 1941
•         Brachiacantha brethesi  (Korschefsky)
•         Centris brethesi  Schrottky, 1902 
•         Ceropales brethesi  Banks, 1947
•         Chrysocharis brethesi  Schauff & Salvo, 1993
•         Coccophagus brethesi  De Santis, 1967
•         Colletes brethesi  Jörgensen, 1912
•         Conura brethesi  (Blanchard, 1935)
•         Culex (Culex) brethesi  Dyar, 1919
•         Dasybasis brethesi  Coscaron & Philip, 1967
•         Diapetimorpha brethesi  Schrottky, 1902
•         Diomus brethesi  Gonzalez & Gordon, 2003
•         Fillus Brethesi,  Navas, 1919
•         Gnomidolon brethesi Bruch, 1908
•         Hemeroplanes brethesi  Kohler, 1924)
•         Halictus Brethesi  Vachal, J. (1903)
•         Helorus brethesi  Oglobin, 1928
•         Heterospilus brethesi  Marsh, 2013
•         Hypodynerus brethesi  Jörgensen, 1912
•         Hyperaspis brethesi  Gordon & Canepari, 2008
•         Hypodynerus brethesi  Jörgensen, 1912
•         Minixi brethesi  (Bertoni, 1927)
•         Megachile brethesi  Schrottky, 1909
•         Montezumia brethesi  Bertoni, 1918
•         Mycetophila brethesi  Schrottky, 1909
•         Nectopsyche brethesi  (Navas, 1920)
•         Lepidomyia brethesi  (Shannon, 1928)
•         Litomastix brethesi  Blanchard, 1936
•         Pepsis brethesi   Montet, 1921
•         Podagritus brethesi  Leclercq, 1951
•         Psychidosmicra Brethesi  Blanchard, 1936
•         Rhodnius brethesi  (Matta, 1919)
•         Tetralonia brethesi  Jorgensen 1912
•         Tolmerolestes Brethesi  Gemignani 1936
•         Trypoxylon brethesi  Gemignani 1936
•         Zikanapis brethesi  Compagnucci, 2006.

## Títulos, distinciones y honores
- Profesor de Ciencia Naturales del Colegio del Salvador.
- Fundador del Museo de Ciencias Naturales del Colegio De La Salle “Hermano Esteban Fournier”.
- Miembro correspondiente del Museo de París.
- Encargado de la Sección Entomológica del Museo Nacional de Historia Natural “Bernardino Rivadavia”, marzo de 1902.
- Profesor de Entomología  de la Escuela Normal de Profesoras “Roque Sáenz Peña”, N.º 1, abril 1904.
- Profesor del Curso Especial Superior, enero de 1904
- Vicepresidente del Consejo Escolar N.º 16 de Buenos Aires
- Jefe del Instituto Entomológico y de Patología Vegetal, 1912.
- Sociedad Científica Argentina, socio activo desde marzo de 1915.
- Medalla de oro y diploma de la Exposición Internacional de San Francisco, noviembre de 1915.
- Técnico entomólogo de la Sociedad Rural Argentina.
- Miembro de la American Association for the Avancement of Science desde abril de 1916.
- Miembro de la Academia Argentina de Ciencias, desde julio de 1916.
- Miembro de la Société Scientifique du Chili, abril de 1916.
- Miembro fundador de la Sociedad Ornitológica del Plata, agosto de 1916.
- Miembro de la Real Sociedad Española de Historia Natural, mayo de 1917.
- Doctor honoris causa de la Facultad de Ciencias de la Universidad San Marcos (Lima), diciembre de 1918.
- Miembro Correspondiente de la Société D`Étude et Vulgarisation de la Zoologie, 1919.
- Socio Numerario de la Sociedad Entomológica de España desde octubre de 1919.
- Profesor Honorario de Entomología de la Escuela de Agricultura de la Universidad de Manaos (Brasil), diciembre de 1919
- Laureado con medalla de oro por la Academia Internacional de Geografía Botánica de Le Mans (Francia). Primera distinción entregada por esta Academia en Sud América, diciembre de 1919.
- Miembro de Número de la Société Linnéenne de Lyon, 1921.
- Profesor Titular de Entomología Agrícola en la Facultad de Agronomía de la Universidad de La Plata, octubre de 1922.
- Socio correspondiente de la Sociedad Científica “Antonio Alzate” (México), septiembre de 1923.
- Miembro de la Société de Pathologie Végétale et D`Entomogie  Agricole de France, febrero  de 1924 (Presentado por Marchal y Vayssière).
- Socio Honorario de la Sociedad de Geografía y Estadísticas de México, 5 de junio de 1924.
- Miembro Titular de la Sociedad Entomológica Argentina, 25 de noviembre de 1925.
- Socio Honorario de la Sociedad Chilena de Historia Natural, 5 de octubre de 1926.
- Miembro de la Academia Chilena de Ciencias Naturales, 4 de diciembre de 1926.

## Obras
1.     Quelques notes sur plusieurs coprophages de Buenos Aires, Revista del Museo de La Plata, 1899.
2.     Los escarabajos de Buenos Aires, Folleto de 16 pp. y figs., Bs. Aires, 1900.
3.     Parisanopus, un nouveau genre de Staphylius, Comunicaciones del Museo Nacional de Buenos Aires, t. 1, pág. 215-219, 1900. 
4.     El Bicho Moro. Estudio biológico sobre Epicauta adspersa Klug y medios de destruirla, B.A.G., 1(14), pág. 20-31, 1901.
5.     Notes biologiques sur trois hyménoptères de Buenos Aires, Revista del Museo de la Plata, t. 10, pág. 195-205,  1901.
6.     Métamorphoses de L´Uroplata (Heterispa) Costipennis, Anales del Museo Nacional, t. VIII, pág. 13-16, 1902.
7.     Contributions á l’étude des Hyménoptères de l´Amérique du Sud et spécialement de la République Argentine: Les Chrysidides, Anales del Museo Nacional, t. VIII, pág. 263-295, 1902. 
8.     Les Pinophilinis Argentins (Coléoptères Staphylins), Anales del Museo Nacional, t. VIII, pág. 305-18, 1902. 
9.     Sur quelques Nids de Vespides, Anales del Museo Nacional, t. VIII, pág. 413-18, 1902. 
10.   Un nuevo Meteorus argentino (Hymenóptera, Braconidae), Anales del Museo Nacional, t. IX, pág. 53, 1903. 
11.   Los Euménidos de las Repúblicas del Plata, Anales del Museo Nacional, t. IX, pág. 231, 1903.
12.   Contribución al estudio de los Véspidos sudamericanos y especialmente argentinos, Anales del Museo Nacional, t. IX, 1903.
13.   Un nuevo Anthidium de Patagonia, Anales del Museo Nacional, t. IX, pág. 351-353, 1903.
14.   Trimeria buyssoni, Un nuevo Masárido argentino, Anales del Museo Nacional, t. IX, pág. 371-374, 1903.
15.   Himenópteros nuevos o poco conocidos Parásitos del bicho de cesto (Oeceticus platensis Berg), Anales del Museo Nacional, t. XI, pág. 17-24, 1904.
16.   Insectos de Tucumán, Anales del Museo Nacional, t. XI, pág. 329-47, 1904.
17.   Biología del Dasyscelus normalis Brunn, Anales del Museo Nacional, XII, pág. 67-73, 1905.   
18.   Descripción de un nuevo género y de una nueva especie de Clavicornio de Buenos Aires (Coleóptero), Anales de la Sociedad Científica Argentina, 59, pág. 76-79, 1905.
19.   Nuevos Euménidos argentinos, Anales del Museo Nacional, XII, pág. 21-39, 1906. 
20.   Sarcophaga Caridei, una nueva mosca langosticida, Anales del Museo Nacional, t. XIII, pág. 297, 1906.
21.   Véspidos y Eumenídidos sudamericanos (nuevo suplemento), Anales del Museo Nacional, t. XIII, pág. 311, 1906.
22.   Himenópteros sudamericanos, Anales del Museo Nacional, t. XVI, pág. 1, 1907. 
23.   Chlanidefera Culleni Una nueva mariposa argentina, Anales del Museo Nacional, t. XVI, pág. 45, 1907. 
24.   Catálogo de los Dípteros de las repúblicas del Plata, Anales del Museo Nacional, t. XVI, pág. 277, 1907. 
25.   El género Urellia (Díptera) en el Plata, Anales del Museo Nacional, t. XVI, pág. 367, 1907.
26.   Una nueva Urellia de Patagonia, Anales del Museo Nacional, t. XVI, pág. 471, 1907. 
27.   Sobre tres Exorista (Dipt.) parásitas de la Palustra tennis Berg, Anales del Museo Nacional, t. XVI, pág. 473, 1907. 
28.   A propósito de la Mosca langosticida, Boletín de Agricultura y Ganadería, VII, n.º 112 y 115, 1907.
29.   Sobre algunas esfégides del grupo de Sphex Thoma, Anales del Museo Nacional, t. XVII, pág. 143, 1908. 
30.   Sobre la Mastophera extraordinaria Holbg. y su nidificación, Anales del Museo Nacional, t. XVII, pág. 163-168, 1908. 
31.   Dos nuevos Platypus (Col.) argentinos, Anales del Museo Nacional, t. XVII, pág. 225-227, 1908. 
32.   Contribución preliminar para el conocimiento de los Pepsis, Anales del Museo Nacional, XVII, pág. 233-243, 1908.
33.   Masarygidae Una nueva familia de Dípteros, Anales del Museo Nacional, t. XVII, pág. 439-43, 1908. 
34.   Himenópteros de Mendoza y de San Luis, Anales del Museo Nacional, t. XVII, pág. 455, 1908. 
35.   Los insectos dañinos a la horticultura. El Torito (Ditoboderus abderus), Boletín Agrícola Ganadero, t. 8, pág. 4-8, 1908.
36.   Descripción de una larva de Glyptobasis, Revista Chilena de Historia Natural, t. II, 1908.
37.   Sobre la avispa langosticida, Revista del Jardín Zoológico, Buenos Aires,  1908.
38.   Notas sobre algunos Arácnidos, Anales del Museo Nacional, t. XIX, pág. 45, 1909. 
39.   Himenópteros nuevos de las repúblicas del Plata y del Brasil, Anales del Museo Nacional, t. XIX, pág. 49-69, 1909. 
40.   Una Anthophorina parásita, Anales del Museo Nacional, t. XIX, pág. 81-83, 1909. 
41.   Dípteros e Himenópteros de Mendoza, Anales del Museo Nacional, t. XIX, pág. 85-105, 1909. 
42.   El Bicho colorado, Anales del Museo Nacional, t. XIX, pág. 211-217, 1909. 
43.   Notas Himenopterológicas, Anales del Museo Nacional, t. XIX, pág. 219-23, 1909. 
44.   Himenóptera paraguayensis, Anales del Museo Nacional, t. XIX, pág. 225-256, 1909. 
45.   Himenópteros en Mendoza y de San Luis, folleto, Buenos Aires, Impr. de J. A. Alsina, 1909.
46.   Coleópteros argentinos y bolivianos, en Anales Sociedad Científica Argentina, t. LXIX, pág. 205, 1910.
47.   Sur les  Aneyloscelis et genres vaisins, Boletín de la Sociedad Entomológica Francesa, pág. 211-213, 1910.
48.   Dos insectos nuevos chilenos, Revista Chilena de Historia Natural, t. IV, pág. 67-69, 1910.
49.   Sur quelques  hyménoptères du Chili, Revista Chilena de Historia Natural, t. IV, pág. 141-146, 1910.
50.   El género Pepsis en Chile, Revista Chilena de Historia Natural, t. IV, pág. 201-210, 1910.
51.   Quelques nouveau Ceropalides du Musée de S. Paulo, Revista del Museo Paulista, t. VIII, pág. 64-70, 1910.
52.   Dípteros nuevos o poco conocidos de Sud América, Revista del Museo Paulista, t. VIII, pág. 469-484, 1910.
53.   Los mosquitos de la República  Argentina,  Congreso Científico Internacional Americano, t. 1 351, 1910.
54.   Himenópteros argentinos, Anales del Museo Nacional, t. XX, pág. 205-316, 1910.
55.   Sobre la Brachycoma acridiorum (Weyenb.), Anales del Museo Nacional, t. XXII, pág. 444-446, 1912. 
56.   Descripción de un nuevo una anthopgénero y especie nueva de Chironomidae (Dípt.), Anales del Museo Nacional, t. XXII, pág. 451-456, 1912. 
57.   Descripción de un nuevo género y especie de cochinilla de la República Argentina, Anales del Museo Nacional, t. XXIII, pág. 279-281, 1912. 
58.   Los mosquitos de la República Argentina, Bol. Inst. Ent. Pat., t. 1, pág. 1-48, 1912.
59.   Description d´un Colèpteré argentin nouveau, Revista Physis, 1 (2), pág. 87-88, 1912.
60.   Himenópteros de la América Meridional, Anales del Museo Nacional, t. XIV, pág. 35, 1913. 
61.   Description  d´un Pandeleteius nouveau de Buenos  Aires, Revista Physis, 2, pág. 192-193, 1913.
62.   Las plagas de la agricultura Nº1, folleto de vulgarización, 1913.
63.   Las plagas de la agricultura Nº2, folleto de vulgarización, 1913.
64.   Description d´un nouveau Chironomidae du Chili, Revista Chilena de Historia Natural, t. XVII, pág. 19-20, 1913.
65.   Description d´un nuovel Hymenóptère du Chili, Revista Chilena de Historia Natural, t. XVII, pág. 34, 1913.
66.   Description d´un nuoveau Curculionidae du Chili, Revista Chilena de Historia Natural, t. XVII, pág. 39-40, 1913.
67.   Description d´un nuoveau genre et d´une nouvelle espèce d´Hemiptère Sud Americaine, Revista Chilena de Historia Natural, t. XVII, pág. 151-152, 1913.
68.   Un nouveau genre et d´une nouvelle espece de  Cynipide du Chili, Revista Chilena de Historia Natural, XVII, pág. 159-161, 1913.
69.   Una nouvelle espèce de Diptère pupirare du Chili,  Revista Chilena de Historia Natural, t. XVII, pág. 201-204, 1913.
70.   Quelques Ichneumonidae nouveau recueillis par M. le Prof.  Porter dans les provinces d´Aconcagua et Tacna, Revista Chilena de Historia Natural, t. XVII, pág. 238-241, 1913.
71.   Nuestros enemigos veraniegos. La diversidad de los mosquitos, Caras y Caretas, Año XV, Nº755, 1913.
72.  Los insectos dañinos, Caras y Caretas, Año XV, Nº760, 1913.
73.  La Ceratitis capitata y la drosophilia, Caras y Caretas, Año XV, Nº766 1913.
74.   Notes  synonymiques  sur quelques insectes argentins, Boletín de la Sociedad Entomológica Francesa, pág. 58-59, 1914.
75.  Une nouvelle espèce d´Ulidinas de Tucumán, Boletín de la Sociedad Entomológica Francesa, pág. 87-88, 1914.
76.   Notas entomológicas, Revista Physis, 1 (8), pág. 583-84, 1914.
77.   Les ennemies de la Diaspis pentagona dans la République Argentine, Nunquam Otiosus I., Imp. Zuppichini y Vargas., 1914.
78.   Notes sur quelques Dolichodérines argentines, Anales del Museo Nacional, t. XXVI, pág. 93-96, 1914. 
79.   Description d ´un nouveau Syrphidae de la République Argentine, Anales del Museo Nacional, t. XXVI, pág. 97-98, 1914.
80.   Description de six Cecidomyidae (Dipt.) de Buenos Aires, Anales del Museo Nacional, t. XXVI, pág. 151-56, 1914.
81.   Sur les formes sexuelles de deux Dolichoderines, Anales del Museo Nacional, t. XXVI, pág. 231-234, 1914.
82.   Contribution à l´etude des Pepsis, Anales del Museo Nacional, t. XXVI, pág. 235-360, 1914.
83.   Description d´un nouveau Prionomitus du Chili, Anales de Zoología Aplicada, pág 29-30, 1914.
84.   Los Insectos y la Agricultura, “El Diario”, tomo LXI, 14/7/1914.
85.   Las avispas útiles, el Philoponectroma pectinatum, Caras y Caretas, N.º 817, 1914.
86.   Description d´un Braconidae et d´un Proctotrupidae du Chili, Revista Chilena de Historia Natural, pág. 13-14, 1915.
87.   Description d´un hyménoptère du Chili,  Revista Chilena de Historia Natural, XIX,pág. 69, 1915.
88.  Description de trois Chalcididae du Chili, Revista Chilena de Historia Natural, XIX, pág. 87-88, 1915.
89.   Sur la Prospalangia platensis (n. gen, n. sp.) (Hymen.) et sa biologie, Anales de la Sociedad Científica Argentina, 79, pàg. 314-320, 1915.
90.   Descripción de un género nuevo y una nueva especie de Tisanóptero de la República Argentina, Anales del Museo Nacional, t. XXVII, pág. 89-92, 1915.
91.   Un nouvel orthoptère de la République Argentine, Anales del Museo Nacional, t. XXVII, pág. 333-34, 1915.
92.   A propósito de la nota del doctor F. Lahille sobre Prospaltella Berlesei How., Anales del Museo Nacional, t. XXVII, pág. 353-358, 1915.
93.   Hyménoptéres parasites de l´Amérique Meridionale, Anales del Museo Nacional, t. XXVII, pág. 401-430, 1915.
94.   El Anopheles albitarsis F Lch. A., La semana médica, XXIII, n.º 1151, 1915.
95.   La avispa contra la mosca (Prospalangia platensis), Caras y Caretas, n.º 876, 1915.
96.   Descripción de una nueva mosca langosticida, Anales del Museo Nacional, t. XXVIiI, pág. 141-144, 1916.
97.   Algunas notas sobre mosquitos argentinos: su relación con las enfermedades palúdicas, etc. y descripción de tres especies nuevas, Anales del Museo Nacional, t. XXVIII, pág. 193-218, 1916.  
98.   Notable caso de precocidad en el naranjo común, Revista Physis,  II (10), pág. 175, 1916.
99.   El Anópheles albitarsis F. Lch. A., Revista Physis,  II (10), pág. 175-77, 1916.
100.         Estudio fito-zoológico sobre algunos Lepidópteros argentinos productores de agallas, Anales de la Sociedad Científica Argentina, 82, pàg. 113-40, 1916.
101.         Le genre Xylocope Latreille dans la République Argentine, Revista Physis, II (12), pág. 407-21, 1916.
102.         Un caso anormal en Polistes canadensis, var Ferreri Sauss, Revista Physis, II (12), pág. 423-24, 1916.
103.         Sobre la variabilidad de algunos Crisomélidos, caso de Chalcophana lineata (Germ.), Revista Physis, II (12), pág. 424-25, 1916.
104.         Description d´un nouveau genre et d´une nouvelle espece de Staphylinidae mirmecophile, Revista Physis, II (12), pág. 431-32, 1916.
105.         Descripción de un nuevo Carábido de la República Argentina, Revista Physis, II (12), pág. 464-65, 1916.
106.         Polistes canadensis,Chalcophena linesta, Staphylinides myrmécophile, nuevo Carábido, folleto, 7 pag., Imp. Coni, 1916.
107.         Un insecto aprovechado, Caras y Caretas, n.º 920, 1916.
108.         Un bicho de cesto ingenioso, Caras y Caretas, n.º 933, 1916.
109.         Estudio sobre el instinto de los insectos argentino. El asesino, Caras y Caretas, n.º 952, 1916.
110.         Description de trois Hyménoptères du Chili, Revista Chilena de Historia Natural, XX, pág. 20-28, 1916.
111.         Description d´un nouveau Coléoptère du Chili, Revista Chilena de Historia Natural, XX, pág. 75-78, 1916.
112.         Un nouvel Empididae du Chili, Revista Chilena de Historia Natural, XX, pág. 83-89, 1916.
113.         Description d´une nouvelle espèce de Thrips du Chili, Revista Chilena de Historia Natural, XX, pág. 109-111, 1916.
114.         Description d´un nouveau genre et d´une nouvelle espèce d´Ortalidae du Chili, Anales de Zoología Aplicada, Año III, pág. 12-13, 1916.
115.         Description de deux Hyménoptères Chiliens, Anales de Zoología Aplicada, Año III, pág. 24-27, 1916.
116.         Descripción de dos nuevos himenópteros de Buenos Aires, Physis, III, pág. 90-91, 1916.
117.         Description d´un nouveau Colubridae Aglypha de la République Argentine, Physis, III, pág. 94, 1916.
118.         Las plagas de la Agricultura I, Anales de la Sociedad Rural Argentina, t. L, pág. 594-95, 1916.
119.         Las plagas de la Agricultura II, Anales de la Sociedad Rural Argentina, t. LI, pág. 66-67, 1917.
120.         Un enemigo de las frutas: la Ceratitis capitata, Anales de la Sociedad Rural Argentina, t. LI, pág. 301, 1917.
121.         El piojo del pino Leucaspis pini, Anales de la Sociedad Rural Argentina, t. LI, pág. 384, 1917.
122.         Consideraciones  sobre el parasitismo del Bicho de Cesto, Anales de la Sociedad Rural Argentina, t. LI, pág. 399, 1917.
123.         El Bicho Moro, Epicauta adspersa, Anales de la Sociedad Rural Argentina, t. LI, pág. 591-600, 1917.
124.         El pequeño  escarabajo  negro, Dyscinetus gagates Burm, Anales de la Sociedad Rural Argentina, t. LI, pág. 600-601, 1917.
125.         Descripción de dos nuevos Himenópteros  de Buenos Aires, Physis, III (13), pág. 90-91, 1917.
126.         Description d´un nouveau Colubridae aglypha de la República Argentina: Zamenis argentinus, Physis, III, página 91, 1917.
127.         Description d´une nouvelle espèce de Moustique de Buenos Aires, Physis, III (13), pág. 226, 1917.
128.         Sur une Cécidie de Physalis viscosa: description de la cécidie et de la Cecidomyie, Physis, III (14), pág. 239-241, 1917.
129.         Description d´une Cécidie et de sa Cecidomyie d´une Lippia de Entre Ríos, Physis, III (15), pág. 411-413, 1917.
130.         Description d´une galle et du papillon qui la produit, Physis, III (15), pág. 449-451, 1917. 
131.         Description d´une nouvelle Dexiinae argentine, Physis, III (16), pág. 115, 1917.
132.         Los pulgones de las plantas, Anales de la Sociedad Rural Argentina, t. LI, pág. 666-668, 1917.
133.         Una maravilla zoobotánica, Caras y Caretas, N.º 1002, 1917.
134.         Description d´un Mymaridae nouveau du Chili, Revista Chilena de Historia Natural, XXI, pág. 82-84, 1917.
135.         Description d'un nouveau sous-genre de Scymnus (Col.), Revista Chilena de Historia Natural, XXI, pág. 87-88, 1917.
136.         Sur quelques Dipteres de Lima, Anales de Zoología Aplicada, Año IV, págs. 16–18, 1917.
137.         Quatre Hyménoptères parasites du Chili, Anales de Zoología Aplicada, Año IV, págs. 25-29, 1917.
138.         Un parasite nouveau de Catocephala rufosignata, Anales de Zoología Aplicada, Año IV, págs. 31-32, 1917.
139.         La Fauna Argentina, Saint Hnos., Buenos Aires 1917.
140.         Quelque Diptères du Chili, Revista Chilena de Historia Natural, XXII, pág. 49-50, 1918.
141.         Cucilletta d'Insectes au Rio Blanco I. Hyménoptères, Revista Chilena de Historia Natural, XXII, pág. 161-166, 1918.
142.         Cucilletta d'Insectes au Rio Blanco. II. Revista Chilena de Historia Natural, XXII, pág. 167-171, 1918.
143.         Sobre algunos  Himenópteros útiles del Sud del Brasil, Anales de la Sociedad Rural Argentina, t. LII, pág. 7-11, 1918.
144.         El gusano de los naranjos, Anales de la Sociedad Rural Argentina, t. LII, pág. 73-76, 1918.
145.         Tres nuevas cochinillas argentinas y sus parásitos, Anales de la Sociedad Rural Argentina, t. LII, pág. 148-58, 1918.
146.         Método Biológico contra las plagas aplicado al Oceticus  platensis. La Parexorista Caridei, Anales de la Sociedad Rural Argentina, t. LII, pág. 207-215, 1918.
147.         La mosca de las frutas, Anastrepha fraterculus, Anales de la Sociedad Rural Argentina, t. LII, pág. 273-276, 1918.
148.         La polilla de los graneros, Calandra oryzae, Tinea granella,  Anales de la Sociedad Rural Argentina, t. LII, pág. 339-342, 1918.
149.         La mosca brava, Anales de la Sociedad Rural Argentina, t. LII, pág. 496-498, 1918.
150.         La polilla del grano, Sitotrogra cerealilla, Anales de la Sociedad Rural Argentina, t. LII, pág. 683-585, 1918.
151.         La galle et la cécidomyie d'Aeschynomene montevidensis, Physis, IV, págs. 312-313, 1918.
152.         Description d´une nouvelle espée de Sphex de la République Argentine, Physis, IV, págs. 347-48, 1918.
153.         Un Bembécido cazador de Hemípteros, Physis, IV, págs. 348-49, 1918.
154.         Sobre una lepidopterocecidia del  lecherón Sapium aucuparium, Physis, IV, págs. 356, 1918.
155.         Description de deux Coleopteres Cantharides de Catamarca, Physis, IV, págs. 360-61, 1918.
156.         Description d´un Chalcidien gallicole de la République Argentine, Boletín de la Sociedad Entomológica Francesa, pág. 82-84, 1918.
157.         Nephila riverai, nouvelle araignée argentine, Boletín de la Sociedad Entomológica Francesa, pág. 82-84, 1918.
158.         Sur quelques insectes  du Pérou, Revista Chilena de Historia Natural, XXII, pág. 122-125, 1918.
159.         Memoria de los trabajos realizados por el instituto Biológico de la Sociedad Rural Argentina. Sección Entomología, Publicación de la S. R. A., págs. 32-36, 1919.
160.         La babosa de los perales, Caliroa limacina (Retz.), Anales de la Sociedad Rural Argentina, t. LIII, pág. 15-17, 1919.
161.         El Pulex irritans L., parásito del cerdo, Anales de la Sociedad Rural Argentina, t. LIII, pág. 443-44, 1919.
162.         Una agalla en Brigeron bonaerensis L, Physis, IV, págs. 601-2, 1919.
163.         Un nuevo género Philoscaptus para Podalgus bonaerensis, Physis, IV, pág. 602, 1919.
164.         Tenthredines nouveau du Chili, Revista Chilena de Historia Natural, XXIII, pág. 49-50, 1919.
165.         Deux Coléoptères Chiliens nouveaux, Anales de Zoología Aplicada, Año VI, pág. 26-29, 1919.
166.         Vespides, Eumenides et Sphegides Sud Americains de la Coll. J de Gaulle, Boletín de la Sociedad Entomológica Francesa, pág. 391-411, 1919.
167.         Description d´un Arceris nouveau de Nouvelle Guinèe, Boletín de la Sociedad Entomológica Francesa, pág. 411, 1919.
168.         El Selifron, Aspiraciones, 2 (8), págs. 382-84, 1919.
169.         El Eumenes, Aspiraciones,  2 (10), págs. 467-69, 1919.
170.         Cucilletta d'Insectes au Rio Blanco III Dipteres, Revista Chilena de Historia Natural, XXIII, pág. 40-44, 1919.
171.         Description d´un nouvel Homoptère Chilien. Revista Chilena de Historia Natural, XXIV, pág. 10-11, 1920.
172.         Description d´un nouveau Moustique do Pérou, Description d´un nouvel Homoptère Chilien. Revista Chilena de Historia Natural, XXIV, pág. 41-43, 1920.
173.         Insectes du Pérou, Anales de la Sociedad Científica Argentina, LXXIX, págs. 27-55, 1920.
174.         Insectes du Pérou II, Anales de la Sociedad Científica Argentina, LXXIX, págs. 124-134, 1920.
175.         El Bicho de Cesto. Cómo vive, se multiplica y se difunde, Anales de la Sociedad Rural Argentina, t. LIV, pág. 235-247, 1920.
176.         Insectos útiles y dañinos de Río Grande do Sul y del Plata, Anales de la Sociedad Rural Argentina, t. LIV, pág. 277-283, 1920.
177.         La Diatraea saccharalis en la Provincia de Buenos Aires, Anales de la Sociedad Rural Argentina, t. LIV, pág. 943-948, 1920.
178.         Las agallas del Molle de incienso, Aspiraciones, 2 (13), págs. 124-134, 1920.
179.         Sobre un cristal de marcasita (sulfuro de hierro), Aspiraciones, 2 (15), págs. 208-211, 1920.
180.         Description d'un nouveau diptére chilien, parasite de Laora variabilis, Anales de Zoología Aplicada, Año VII, págs. 12-13, 1920.
181.         Un parasite de Notolophus antiqua, Anales de Zoología Aplicada, Año VII, pág. 15, 1920.
182.         Memoria de los trabajos realizados por el instituto Biológico de la Sociedad Rural Argentina. Sección Entomología. 1919-1920, Publicación de la S. R. A., págs. 57-62, 1921.
183.         La vaquita de la acacia Chapelus medios, Anales de la Sociedad Rural Argentina, t. LV, 1921.
184.          Un nuevo Psyllidae de la República Argentina (Gyropsylla ilicola, Revista de la Facultad de Agronomía de La Plata, XIV, págs. 82-89, 1921.
185.         Notas Coleopterológicas, Revista de la Facultad de Agronomía de La Plata, XIV, págs. 163-69, 1921.
186.         Hymenóptères nouveau du Chili, Revista Chilena de Historia Natural, XXV, pág. 128-129, 1921.
187.          Catalogue synonymique des Coccinellides du Chili, Revista Chilena de Historia Natural, XXV, pág. 453-456, 1921.
188.         Sur trois Coléoptères chiliens, Revista Chilena de Historia Natural, XXV, pág. 457-461, 1921.
189.         Description d'un nouveau genre et d'une nouvelle espèce D'Ipidae du Chili. Revista Chilena de Historia Natural, XXV, pág. 433-435, 1921.
190.         Los Tabánidos del Plata, Estudios, 20 (4), págs. 280-290; (5) págs. 366-78; (6) págs. 443-55.
191.         Description d'un Ceroplastes (Hem. Coccidae) de la République Argentine, et de son parasite (Hym. Chalcididae), Bulletin de la Société Entomologique de France, págs. 79-81, 1921.
192.         Nouveaux Hyménoptères parasites du Chili. Anales de Zoología Aplicada, VIII, págs. 6-8, 1921. 
193.         Memoria de los trabajos realizados por el instituto Biológico de la Sociedad Rural Argentina. Sección Entomología. 1920-1921, Publicación de la S. R. A., págs. 52-55, 1922.
194.         El Bicho de Cesto. Campaña 1920-1921. Dos nuevos parásitos. Publicación de la S.R.A., folleto, 26 págs., 1922.
195.         El pulgón del manzano o pulgón lanígero, Anales Sociedad Rural Argentina, LVI, págs. 163-67, 1922. 
196.         Descripción  de varios Coleópteros de Buenos Aires, Anales Sociedad Rural Argentina, LVI, pág.263- , 1922.
197.         Biología de la Synthesiomyia brasiliana, Physis, V (20), págs. 292-93, 1922.
198.         Himenópteros y dípteros de varias procedencias. Anales Sociedad Científica Argentina, XCIII, pág. 119-45, 1922.
199.         Descripción de varios Coleópteros de Buenos  Aires, Anales Sociedad Científica Argentina, XCIIII, pág. 263-305, 1922.
200.         Por dos Bichos (Réplica semicientífica a dos artículos ídem), Buenos Aires, 16 págs., 1922.
201.         Sur quelques Hyménoptères du Chili, Revista Chilena de Historia Natural, XXVII, pág. 124-128, 1923.  
202.         Primera contribución para el conocimiento de los "Strepsiptera" argentinos, Revista de la Facultad de Agronomía de La Plata, XV, págs. 41-58, 1923.
203.         Himenóptera. Fam. Vespidae: Clypeolybia duckei n. sp, Revista de la Facultad de Agronomía de La Plata, XV, 1923.
204.         Una nueva mariposa argentina Allorhodoecia hampsoni, Revista de la Facultad de Agronomía de La Plata, XV, págs. 59-64, 1923.
205.          Cosas y Otras, Nunquam Otiosus II, 1923.
206.         Varios Himenópteros de América del Sud, Nunquam Otiosus II, 1923.
207.         Description de deux nouveaux Coléoptères du Chili II, Rehabilitation d´une espèce latreillium, Revista Chilena de Historia Natural, XXVII, pág. 39-43, 1923.
208.         A propósito de la mosca Melieria Pasciata (Wied), Revista Chilena de Historia Natural, XXVII, pág. 182-184, 1923.  
209.         Un nouveau Spilochalcis du Chili, Revista Chilena de Historia Natural, XXVII, pág. 81, 1923.
210.          Description d´un nouveau Ciidae du Chili, Revista Chilena de Historia Natural, XXVII, pág. 29-30, 1923.
211.         Note sur un genre et une espèce de Coccinellides australiens passés inapercus, Bulletin de la Société Entomologique de France, págs. 227-229, 1923. 
212.         Memoria de los trabajos realizados por el instituto Biológico de la Sociedad Rural Argentina. Sección Entomología. 1921-1922, Publicación de la S. R. A., págs. 40-43, 1923.
213.         La polilla del Repollo (Plutella maculipennis Curt.), Anales de la Sociedad Rural Argentina, LVII (4), págs. 162-166, 1923.
214.         Sur un diptère mineur des feuilles de Salvia splendens et deux hyménoptères ses parasites, Revue de Zoologie Agricole et Appliquée, XXII, págs. 153-158, Bordeaux, 1923. 
215.         Un Phlebotomus nuevo para la República Argentina (Phelebotomus cortellezzii), La Semana Médica, XXX, págs. 361-364, 1923.
216.         Sur une collection de Coccinellides (et un Phalacoidae) du British Museum, Anales del Museo Nacional, t. XXXIII, pág. 145-175, 1924.
217.         Memoria de los trabajos realizados por el instituto Biológico de la Sociedad Rural Argentina. Sección Entomología. 1922-1923, Publicación de la S. R. A., págs. 37-44, 1924.
218.         Description d´une galle de Calliandra bicolor et de l´Hyménoptère qui la produit, Revista Facultad de Agronomía, XV, 1924.
219.         Quelques insectes du Paraguay, Revista Chilena de Historia Natural, XXVIII, pág. 67-72, 1924.
220.         Sur quelques Diptères chiliens, Revista Chilena de Historia Natural, XXVIII, pág. 104-111, 1924.
221.         Sur les Heliconisa et leurs différences sexuelles, Revista de la Universidad de Buenos Aires, 2º Serie, Sección V, tomo I, p. 37, 1924.
En colaboración con el Dr. E. L. Bouvier.
222.         Sur quelques insectes de San José de Maipú, Revista Chilena de Historia Natural, XXVIV, pág. 34-35, 1925.
223.         Coléoptères: principalment Coccinellides du British Museum, Nunquam Otiosus III, Imp. Ferrari, 1925.
224.         Sur une collection de coccinellides du British Muséum, Anales del Museo Nacional, t. XXXIII, pág. 144, 1925.
225.         Coccinellides du British Muséum avec une nouvelle famille de coléoptères, Anales del Museo Nacional, t. XXXIII, pág. 195, 1925.
226.          Nuestros benefactores anónimos de las plantas: un nuevo insecto útil Sigalphus primus, Revista de la Facultad de Agronomía, XVI, N.º 1 y 2, págs. 57-63, 1925.
227.         Parásitos e hiperparásitos  de Diatraea saccharalis en la caña de azúcar de Tucumán, Revista Ind. Y Agr. de Tucumán, XVII, N.º 7 y 8, págs. 163-166, 1925.
228.         Coléoptères et diptères chiliens, Revista Chilena de Historia Natural, XXIX, pág. 169-173, 1925.
229.         Coccinellides du British Museum, Nunquam Otiosus IV, 1925.
230.         Coléoptères Sud-Américains, Nunquam Otiosus IV, 1925
231.         Un Coléoptère et un Diptère nouveaux de la Géorgie du Sud, Comunicaciones del Museo Nacional de Buenos Aires, t. II, pág. 169, 1925.
232.         Descripción de un gorgojo que ataca la zanahoria: Aulametopiellus dauci n. gen. n. sp., Physis, VIII (30), págs. 414-416, 1926.
233.         Une nouveau Staphylins (Col.) muricole de la République Argentine, Anales del Museo Nacional, t. XXXIV, pág. 17, 1926.
234.         Florentino Ameghino,  Nunquam Otiosus V, 1926.
235.         Hyménoptères du Colombia, Nunquam Otiosus V, 1926.
236.         Obras y trabajos recibidos, Nunquam Otiosus V, 1926.
237.         La lucha biológica contra el Bicho de Cesto (Oecetios kirbyi var. Platensis, Anales Sociedad Científica Argentina, CII, págs. 6-33, 1926.
238.         Coléoptères et hyménoptères du Cuzco (Pérou), Revista Chilena de Historia Natural, XXX, pág. 44-48, 1926.
239.         Un nouveau Tetrastichus (Chalcididae) parasite dans les nids de Latrodectus mactans, Revista Chilena de Historia Natural, XXX, pág. 57-58, 1926.
240.         Description d’un nouveau genre et nouvelle espèce d’Ulididae du Chili, Revista Chilena de Historia Natural, XXX, pág. 187-188, 1926.
241.         Sur le Syntomaspis laetus (Phil.), chalcidien parasite des galles de Colliguaya odorífera, Revista Chilena de Historia Natural, XXX, pág. 324-325, 1926.
242.         Description provisoire de deux espèces nouvelles d´Anophelinae argentina, P. M. A., 3, 1926.
243.         Contribución para el conocimiento de los mosquitos argentinos: descripción de un nuevo Megarhinus: Megarhinus tucumanus, Boletín del Instituto de Clínica Quirúrgica, 2, págs. 318–321, 1926. 
244.         Notas sobre los Anophelinos argentinos, Physis, 8 (30), págs. 305-15, 1926.
245.         Elementos de mineralogía: texto aprobado por el S.G. para los colegios nacionales y escuelas normales, Buenos Aires, Libr. J. Moly, 1926.
246.         Parásitos e hiperparásitos  de Diatraea saccharalis en la caña de azúcar de Tucumán (Segunda Parte), Revista Ind. y Agr. de Tucumán, XVIII, 1927.
247.         Nouveaux hyménoptères parasites du Chili, Revista Chilena de Historia Natural, XXXI, pág. 14-16, 1927.
248.         Contribución para el conocimiento de los Anopheles Argentinos, C. N. M. (3º) 7, págs. 666-667, 1928.
249.         Hyménoptères Sud-Américains du Deustches Entomologisches Institut: Terebrantia, Berlín, Dahlem, 1928.
250.         Elementos de Geología, Librería José Moly, Buenos Aires, 1928.
251.         Contribution pour la connaissance des chrysomélides du Chili, Revista Chilena de Historia Natural, XXXII, pág. 204-220, 1928.
252.          A Propósito de Masarygus Brethes y de Sarcophaga caridei Brethes, Revista de la Sociedad Entomológica Argentina, 2(7), págs. 73-74, 1928. (póstumo).